# José da Costa Sacco
José da Costa Sacco (n. 1930) es un ingeniero agrónomo y botánico brasileño.
Fue profesor en la Universidad Federal de Pelotas, y aún vive en Pelotas, Brasil. Se especializó en el genus Passiflora, y ha nombrado y publicado muchas especies incluyendo Passiflora edmundoi.

## Honores

### Toponimia
- (Passifloraceae) Passiflora saccoi Cervi[1]

## Algunas publicaciones
- Estudos botânicos no Instituto Agronômico do Sul. N.º 17 de Boletim técnico do Instituto Agronómico do Sul. Con Andrej Bertels Menschoy. 34 pp. 1957
- Identificação das principais variedades de trigo do sul do Brasil'. En: Boletim técnico do Instituto Agronómico do Sul deel 26, 1960, Instituto Agronómico do Sul, Pelotas
- Plantas invasoras dos arrozais. N.º 38 de Boletim técnico do Instituto Agronómico do Sul, 32 pp. 1961
- Passifloraceae'. en: A.R. Schultz (ed). Flora ilustrada do Rio Grande do Sul, pp 7–29, 1962, Instituto de Ciências Naturais, Universidade Federal do Rio Grande do Sul (UFRGS), Porto Alegre
- Contribuição ao estudo das Passifloraceae do Brasil: Duas novas espécies de Passiflora. En: Sellowia N.º 18, 41-46, 1966
- Contribuição ao estudo das Passifloraceae do Brasil: Passiflora margaritae'. En: Sellowia, 19: 59-61, 1967
- Passifloráceas'; in: R. Reitz (ed), Flora ilustrada catarinense, pp 1–130, 1980, Herbário Barbosa Rodrigues, Itajaí, SC
- Passiflora castellanosii'; in: Bradea 1 (33): 346-348, 1973
- Una nova especie de Passiflora da Bolívia: Passiflora pilosicorona'. En: Bradea 1 (33): 349-352, 1973
- Flora Ilustrada Catarinense: Passifloraceas. Con Roberto M. Klein, Raulino Reitz. Editor Herbario "Barosa Rodrigues", 130 pp. 1980

- La abreviatura «Sacco» se emplea para indicar a José da Costa Sacco como autoridad en la descripción y clasificación científica de los vegetales.[2]